# Sénat de Porto Rico
Pour les autres articles nationaux ou selon les autres juridictions, voir Sénat.
19e législature de Porto Rico
Capitole de Porto Rico (en)
Le Sénat de Porto Rico (en espagnol : Senado de Puerto Rico ; en anglais : Senate of Puerto Rico) est la chambre haute de l'Assemblée législative de Porto Rico, territoire non incorporé organisé des États-Unis. Il partage le pouvoir législatif avec la Chambre des représentants.

## Structure et pouvoirs
La structure et les responsabilités du Sénat sont définies à l'article III de la Constitution de Porto Rico (en) qui attribue tous les pouvoirs législatifs à l'Assemblée législative.
Il comprend 27 sénateurs élus pour quatre ans, dont 16 dans autant de circonscription appelées « districts » selon un scrutin majoritaire plurinominal et 11 autres élus au vote unique non transférable.

## Histoire
Le Sénat est créé en 1917 après l'adoption de la loi Jones–Shafroth qui organise le fonctionnement du Commonwealth de Porto Rico. En 1936, María de Pérez Almiroty est la première femme élue sénatrice.